# Le Départ des volontaires de 1792

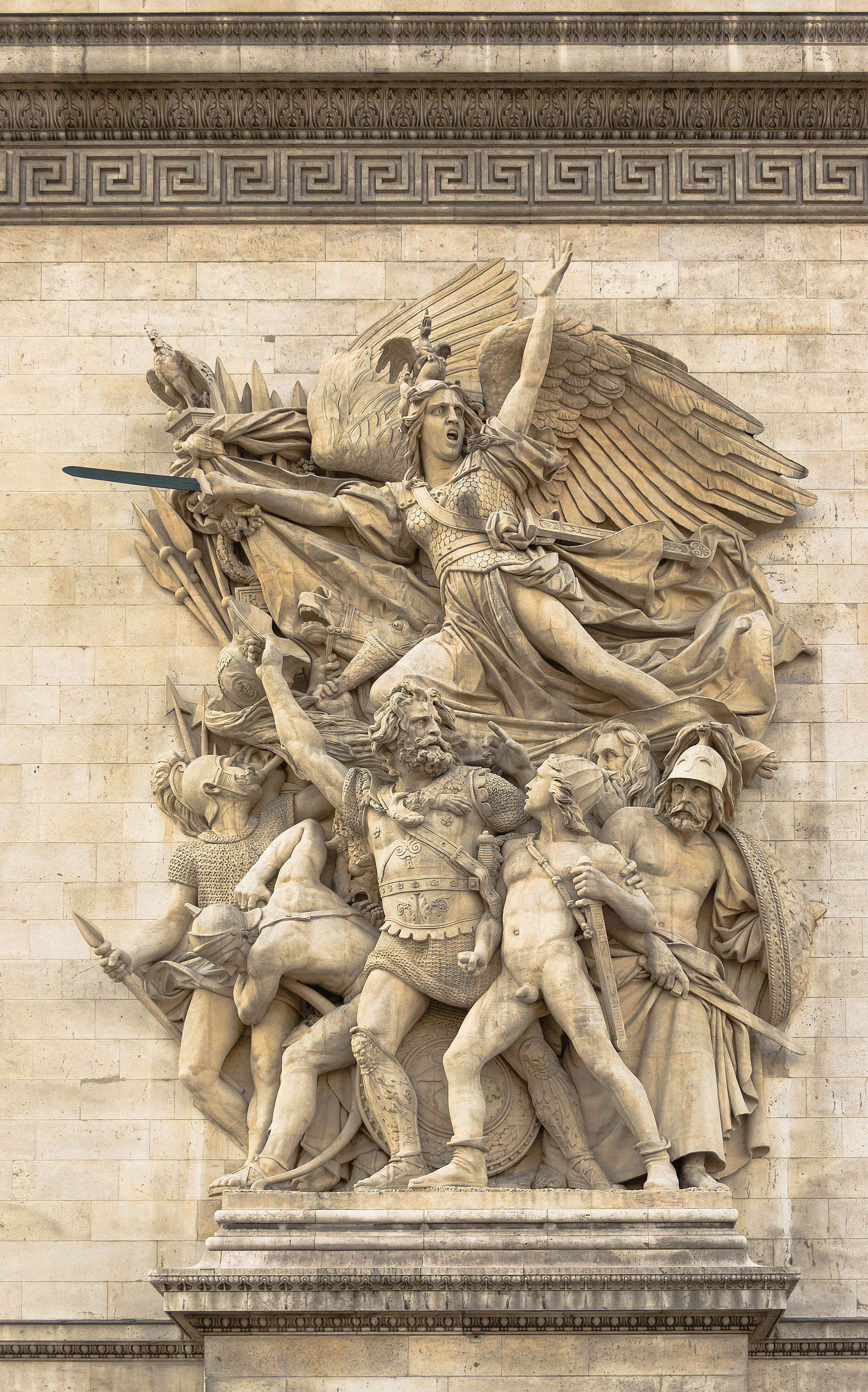
François Rude: Der Auszug der Freiwilligen im Jahr 1792 (La Marseillaise) mit der Allegorie Frankreichs

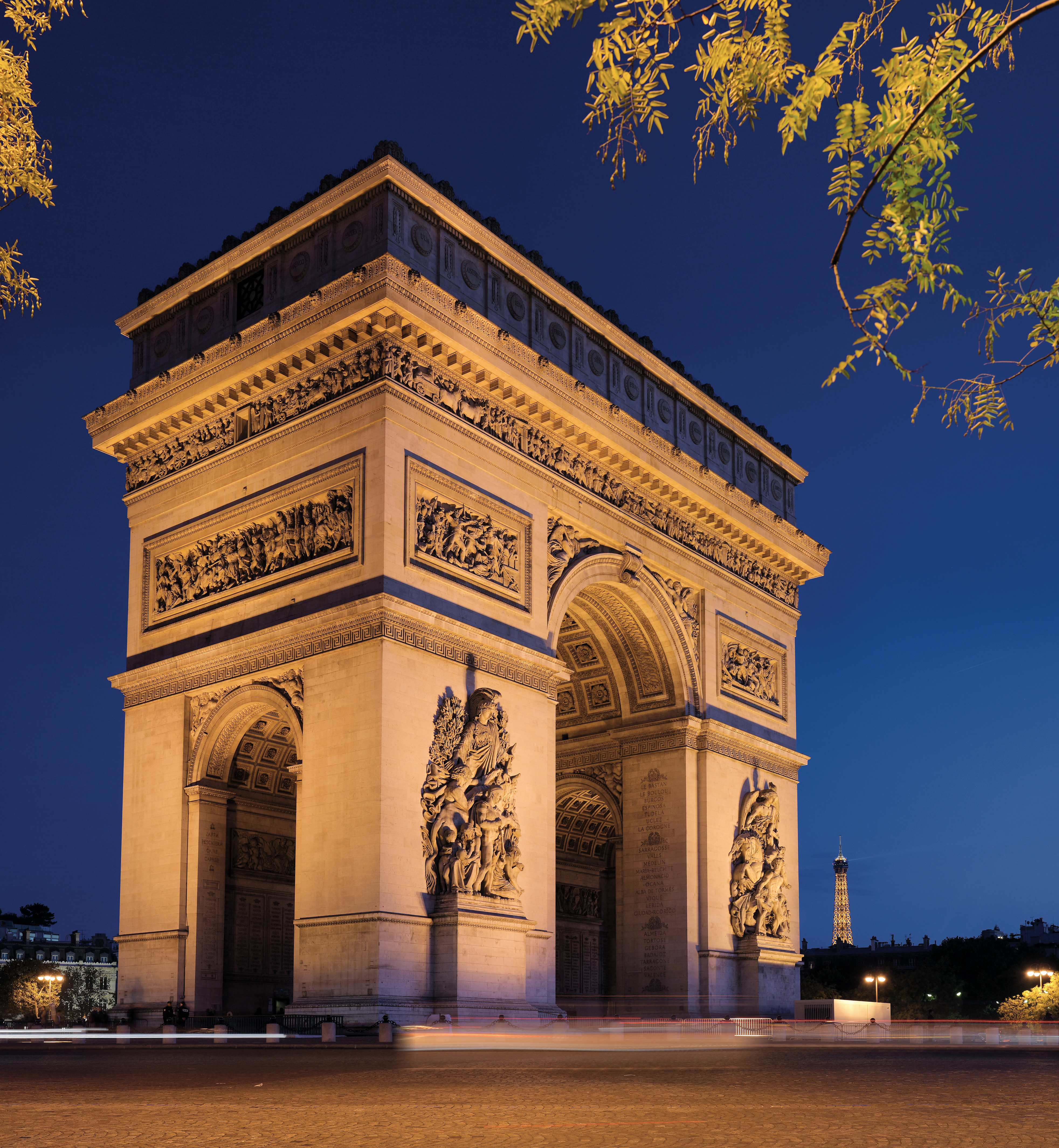
Arc de Triomphe de l’Étoile

Le Départ des volontaires de 1792 (Der Auszug der Freiwilligen von 1792), auch La Marseillaise oder Chant du départ (Lied des Aufbruchs) genannt, ist ein monumentales Hochrelief aus Stein, das zwischen 1833 und 1836 von dem französischen Bildhauer François Rude geschaffen wurde und sich an der Ostfassade des Nordsockels des Arc de Triomphe de l’Étoile in Paris befindet.
Es ist eine der vier Figurengruppen an der Basis des Bogens: Der Triumph von 1810 (von Jean-Pierre Cortot), Der Widerstand von 1814, Der Frieden von 1815 (beide von Antoine Étex) und La Marseillaise oder Auszug der Freiwilligen von 1792 (von François Rude), das sich durch die leidenschaftliche Bewegung der Gruppe auszeichnet.

## Das Kunstwerk

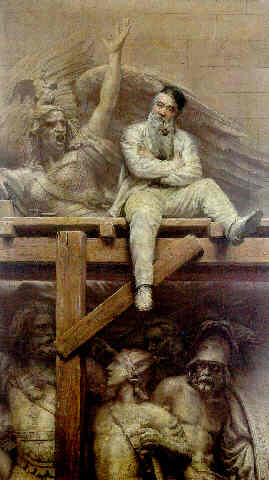
Joseph-Noël Sylvestre: François Rude travaillant sur l’Arc de Triomphe (1893)

Von Louis-Philippe I. durch seinen Minister Adolphe Thiers in Auftrag gegeben, stellt das Werk allegorisch den Einsatz der nationalen Freiwilligen gegen die Armeen der Ersten Koalition im Jahr 1792 dar. Die Freiwilligen sind in antiker Art und Weise dargestellt und werden von einer geflügelten Figur, einer Allegorie des Sieges, beherrscht, die sie zum Kampf aufruft. In der Mitte unten sind ein griechischer Krieger dargestellt und sein junger Ephebe, dessen Bild von der Banque de France für die 5-Francs-Violet-Note verwendet wurde.
Die Bewegung der Gruppe und der Ausdruck der geflügelten Figur, für deren Gesicht die Ehefrau des Künstlers, Sophie Rude, posierte, charakterisieren den romantischen Stil dieser Skulptur, die als Rudes Meisterwerk gilt.
Ein Gemälde von Joseph-Noël Sylvestre stellt den Künstler François Rude auf dem Arbeitsgerüst am Triumphbogen sitzend dar.
Sowjetische Kunstwerke wie Arbeiter und Kolchosbäuerin oder die Wolgograder Monumentalstatue „Mutter Heimat“ gelten als von diesem Werk beeinflusst.